# 三(三氟甲磺酰基)甲烷
三(三氟甲磺酰基)甲烷是一种有机化合物，化学式为C4F9S3O6H，或简写为Tf3CH)，是一种有机超酸。它是已知最强的碳负离子酸之一，其酸性是三氟甲磺酸（pKaaq ~ –14）的104倍。它最初于1987年由Konrad Seppelt和Turowsky通过下法制得：
Tf2CH2 + 2CH3MgBr → Tf2C(MgBr)2 + 2CH4
Tf2C(MgBr)2 + TfF → Tf3C(MgBr) + MgBrF
Tf3C(MgBr) + H2SO4 → Tf3CH + MgBrHSO4
它的镧系金属盐相比三氟甲磺酸盐，路易斯酸性更强。它也可以（和其它阳离子）形成离子液体。